# Western Football League
Western Football League är en fotbollsliga i sydvästra England. Den har två divisioner – Premier Division och Division One. Toppdivisionen Premier Division ligger på nivå 9 i det engelska ligasystemet. Vinnaren av Premier Division kan flyttas upp till Southern Football League om de klarar de arenakrav som finns.
Western Football League har fyra lokala matarligor – Somerset County Football League, Wiltshire Football League, Gloucestershire County League och South West Peninsula Football League, som matar direkt till Premier Division.

## Historia
Ligan grundades 1892 under namnet Bristol & District League, men 1895 ändrades namnet till Western Football League. (Det finns en Bristol and District League i dag också, men den är en matarliga till Gloucestershire County League.) Åren innan andra världskriget spelade många lag i både Southern och Western Football League; Western Football League ansågs underlägsen i förhållande till Southern Football League.

## FA Vase
Vid tre tillfällen har klubbar som spelade i Western Football League vunnit FA Vase – Tiverton Town två gånger och Taunton Town en gång. Ingen av klubbarna spelar numera i Western Football League utan båda har avancerat uppåt i ligasystemet.

## Mästare
| År      | Mästare                                       |
| ------- | --------------------------------------------- |
| 1893    | Warmley                                       |
| 1894    | Warmley                                       |
| 1895    | Hereford Thistle                              |
| 1896    | Warmley                                       |
| 1897    | Warmley                                       |
| 1898    | Bristol City                                  |
| 1899    | Swindon Town                                  |
| 1900    | Bristol Rovers                                |
| 1901    | Portsmouth                                    |
| 1902    | Portsmouth                                    |
| 1903    | Portsmouth                                    |
| 1904    | Tottenham Hotspur                             |
| 1905    | Plymouth Argyle                               |
| 1906    | Queens Park Rangers                           |
| 1907    | West Ham United                               |
| 1908    | Millwall                                      |
| 1909    | Millwall                                      |
| 1910    | Treharris                                     |
| 1911    | Bristol City Reserves                         |
| 1912    | Welton Rovers                                 |
| 1913    | Bristol Rovers Reserves                       |
| 1914    | Cardiff City Reserves                         |
| 1915-19 | Ingen tävling på grund av Första Världskriget |
| 1920    | Douglas                                       |
| 1921    | Bristol City Reserves                         |
| 1922    | Yeovil and Petters United                     |
| 1923    | Weymouth                                      |
| 1924    | Lovells Athletic                              |
| 1925    | Yeovil and Petters United                     |
| 1926    | Bristol City Reserves                         |
| 1927    | Bristol City Reserves                         |
| 1928    | Plymouth Argyle Reserves                      |
| 1929    | Bristol Rovers Reserves                       |
| 1930    | Yeovil and Petters United                     |
| 1931    | Exeter City Reserves                          |
| 1932    | Plymouth Argyle Reserves                      |
| 1933    | Exeter City Reserves                          |
| 1934    | Bath City                                     |

| År      | Mästare                                      |
| ------- | -------------------------------------------- |
| 1935    | Yeovil and Petters United                    |
| 1936    | Bristol Rovers Reserves                      |
| 1937    | Bristol Rovers Reserves                      |
| 1938    | Bristol City Reserves                        |
| 1939    | Lovells Athletic                             |
| 1940    | Trowbridge Town                              |
| 1941-45 | Ingen tävling på grund av Andra Världskriget |
| 1946    | Bristol Rovers Reserves                      |
| 1947    | Trowbridge Town                              |
| 1948    | Trowbridge Town                              |
| 1949    | Glastonbury                                  |
| 1950    | Wells City                                   |
| 1951    | Glastonbury                                  |
| 1952    | Chippenham Town                              |
| 1953    | Barnstaple Town                              |
| 1954    | Weymouth Reserves                            |
| 1955    | Dorchester Town                              |
| 1956    | Trowbridge Town                              |
| 1957    | Poole Town                                   |
| 1958    | Salisbury City                               |
| 1959    | Yeovil Town Reserves                         |
| 1960    | Torquay United Reserves                      |
| 1961    | Salisbury City                               |
| 1962    | Bristol City Reserves                        |
| 1963    | Bristol City Reserves                        |
| 1964    | Bideford                                     |
| 1965    | Welton Rovers                                |
| 1966    | Welton Rovers                                |
| 1967    | Welton Rovers                                |
| 1968    | Bridgwater Town                              |
| 1969    | Taunton Town                                 |
| 1970    | Glastonbury                                  |
| 1971    | Bideford                                     |
| 1972    | Bideford                                     |
| 1973    | Devizes Town                                 |
| 1974    | Welton Rovers                                |
| 1975    | Falmouth Town                                |
| 1976    | Falmouth Town                                |

| År   | Mästare             |
| ---- | ------------------- |
| 1977 | Falmouth Town       |
| 1978 | Falmouth Town       |
| 1979 | Frome Town          |
| 1980 | Barnstaple Town     |
| 1981 | Bridgwater Town     |
| 1982 | Bideford            |
| 1983 | Bideford            |
| 1984 | Exmouth Town        |
| 1985 | Saltash United      |
| 1986 | Exmouth Town        |
| 1987 | Saltash United      |
| 1988 | Liskeard Athletic   |
| 1989 | Saltash United      |
| 1990 | Taunton Town        |
| 1991 | Mangotsfield United |
| 1992 | Weston Super Mare   |
| 1993 | Clevedon Town       |
| 1994 | Tiverton Town       |
| 1995 | Tiverton Town       |
| 1996 | Taunton Town        |
| 1997 | Tiverton Town       |
| 1998 | Tiverton Town       |
| 1999 | Taunton Town        |
| 2000 | Taunton Town        |
| 2001 | Taunton Town        |
| 2002 | Bideford            |
| 2003 | Team Bath           |
| 2004 | Bideford            |
| 2005 | Bideford            |
| 2006 | Bideford            |
| 2007 | Corsham Town        |
| 2008 | Truro City          |
| 2009 | Bitton              |
| 2010 | Bideford            |
| 2011 | Larkhall Athletic   |
| 2012 | Merthyr Town        |
| 2013 | Bishop Sutton       |
| 2014 | Larkhall Athletic   |

| År   | Mästare            |
| ---- | ------------------ |
| 2015 | Melksham Town      |
| 2016 | Odd Down           |
| 2017 | Bristol Manor Farm |
| 2018 | Street             |
| 2019 | Willand Rovers     |
| 2020 |                    |

## Klubbar som flyttats upp till Southern Football League (efter 1946)
| År   | Klubb               | Liga placering |
| ---- | ------------------- | -------------- |
| 1949 | Weymouth            | 3:a            |
| 1957 | Poole Town          | 1:a            |
| 1958 | Trowbridge Town     | 5:a            |
| 1968 | Salisbury           | 2:a            |
| 1971 | Andover             | 2:a            |
| 1972 | Bideford            | 1:a            |
| 1972 | Dorchester Town     | 7:a            |
| 1977 | Taunton Town        | 9:a            |
| 1982 | Bridgwater Town     | 3:a            |
| 1992 | Weston Super Mare   | 1:a            |
| 1993 | Clevedon Town       | 1:a            |
| 1999 | Tiverton Town       | 2:a            |
| 2000 | Mangotsfield United | 2:a            |
| 2001 | Chippenham Town     | 2:a            |
| 2002 | Taunton Town        | 2:a            |
| 2003 | Team Bath           | 1:a            |
| 2004 | Paulton Rovers      | 2:a            |
| 2007 | Bridgwater Town     | 2:a            |
| 2008 | Truro City          | 1:a            |
| 2009 | Frome Town          | 2:a            |
| 2010 | Bideford            | 1:a            |
| 2012 | Merthyr Town        | 1:a            |

### Webbkällor
Den här artikeln är helt eller delvis baserad på material från engelskspråkiga Wikipedia, Western Football League, 8 augusti 2015.